# Mohammed II av Córdoba
Mohammed II var den fjärde umayyadiske kalifen av Córdoba som regerade 1008-1009. 
Mohammed II efterträdde Hisham II och följdes av Suleiman II.